# 2023 PD1
2023 PD1 es un asteroide Amor y un objeto próximo a la Tierra (NEO) con un diámetro estimado entre 22 y 49 metros. El cuerpo pasó a una distancia nominal de 5.878.498 km (0,039 UA) de la Tierra, el 18 de agosto de 2023, a las 12:12 UTC.

## Datos de aproximación más cercana
| Fecha/Hora (UTC)                | Distancia mínima a la Tierra | Distancia mínima a la Tierra | Distancia máxima a la Tierra | Distancia máxima a la Tierra | Velocidad relativa (km/s) |
| Fecha/Hora (UTC)                | km                           | UA                           | km                           | UA                           | Velocidad relativa (km/s) |
| ------------------------------- | ---------------------------- | ---------------------------- | ---------------------------- | ---------------------------- | ------------------------- |
| 18 de agosto de 2023, 12:12 UTC | 5.841.865                    | 0,03905                      | 5.915.130                    | 0,03954                      | 7.49                      |

No había riesgo de un impacto con la Tierra durante su acercamiento en agosto de 2023. Suponiendo que el asteroide que tiene entre 14 y 30 metros de diámetro, su impacto no alcanzaría el suelo y se fragmentaría a unos 30 km de la superficie.